# Хауърд (род)
Хауърд (на английски: Howard) е английски знатен род с предполагаем англосаксонски произход, много от чиито представители са членове на британската аристокрация. Представители на рода са носили редица титли, които са включени в списъка с перовете на Англия. Най-значителни титли: граф и херцог на Норфолк, граф Съри, граф Аръндел, граф Съфолк, граф Нотингам, граф Карлайл, граф Бъркшир, граф Ефингам. Херцогът на Норфолк е първи по ранг херцог на Англия и наследствен лорд маршал (на английски: earl marshal).
Родоначалник на рода е Уилям Хауърд (поч. 1308), съдия, член на английския парламент.
Първият херцог на Норфолк от рода Хауърд е Джон Хауърд, лорд маршал, (1430—поч. 22 август, 1485), който е лорд на хазната на краля между 1467 и 1474 и пътува заедно с Едуард IV до Франция през 1475 г. След смъртта на Едуард Джон Хауърд подкрепя Ричард III, който го прави херцог на Норфолк и лорд маршал на Англия през юни 1483 г. Джон Хауърд се бие на страната Йорк във войната на розите и загива в битката при Босуърт.